# Azé (Loir i Cher)
Azé és un municipi francès, situat al departament del Loir i Cher i a la regió de Centre – Vall del Loira. L'any 2007 tenia 1.104 habitants.

## Demografia

### Població
El 2007 la població de fet d'Azé era de 1.104 persones. Hi havia 391 famílies, de les quals 79 eren unipersonals (24 homes vivint sols i 55 dones vivint soles), 114 parelles sense fills, 166 parelles amb fills i 32 famílies monoparentals amb fills.
La població ha evolucionat segons el següent gràfic:
Habitants censats

### Habitatges
El 2007 hi havia 467 habitatges, 390 eren l'habitatge principal de la família, 41 eren segones residències i 36 estaven desocupats. 450 eren cases i 14 eren apartaments. Dels 390 habitatges principals, 299 estaven ocupats pels seus propietaris, 86 estaven llogats i ocupats pels llogaters i 6 estaven cedits a títol gratuït; 25 tenien dues cambres, 76 en tenien tres, 119 en tenien quatre i 171 en tenien cinc o més. 339 habitatges disposaven pel capbaix d'una plaça de pàrquing. A 138 habitatges hi havia un automòbil i a 232 n'hi havia dos o més.

### Piràmide de població
La piràmide de població per edats i sexe el 2009 era:
| Homes | Edats   | Dones |
| ----- | ------- | ----- |
| 0     | 95 o +  | 0     |
| 4     | 90 a 94 | 0     |
| 4     | 85 a 89 | 8     |
| 4     | 80 a 84 | 4     |
| 8     | 75 a 79 | 16    |
| 20    | 70 a 74 | 12    |
| 8     | 65 a 69 | 20    |
| 36    | 60 a 64 | 12    |
| 16    | 55 a 59 | 40    |
| 48    | 50 a 54 | 40    |
| 44    | 45 a 49 | 32    |
| 52    | 40 a 44 | 40    |
| 40    | 35 a 39 | 32    |
| 40    | 30 a 34 | 44    |
| 40    | 25 a 29 | 48    |
| 16    | 20 a 24 | 12    |
| 20    | 15 a 19 | 16    |
| 24    | 10 a 14 | 28    |
| 36    | 5 a 9   | 32    |
| 36    | 0 a 4   | 20    |

## Economia
El 2007 la població en edat de treballar era de 715 persones, 508 eren actives i 207 eren inactives. De les 508 persones actives 465 estaven ocupades (240 homes i 225 dones) i 45 estaven aturades (21 homes i 24 dones). De les 207 persones inactives 52 estaven jubilades, 58 estaven estudiant i 97 estaven classificades com a «altres inactius».

### Ingressos
El 2009 a Azé hi havia 391 unitats fiscals que integraven 1.047,5 persones, la mediana anual d'ingressos fiscals per persona era de 17.723 €.

### Activitats econòmiques
Dels 32 establiments que hi havia el 2007, 1 era d'una empresa alimentària, 3 d'empreses de fabricació d'altres productes industrials, 10 d'empreses de construcció, 7 d'empreses de comerç i reparació d'automòbils, 3 d'empreses de transport, 3 d'empreses d'hostatgeria i restauració, 1 d'una empresa immobiliària, 2 d'empreses de serveis, 1 d'una entitat de l'administració pública i 1 d'una empresa classificada com a «altres activitats de serveis».
Dels 10 establiments de servei als particulars que hi havia el 2009, 1 era un taller de reparació d'automòbils i de material agrícola, 1 paleta, 2 guixaires pintors, 1 fusteria, 3 lampisteries, 1 electricista i 1 perruqueria.
Dels 3 establiments comercials que hi havia el 2009, 1 era una botiga de més de 120 m², 1 una botiga de menys de 120 m² i 1 una fleca.
L'any 2000 a Azé hi havia 27 explotacions agrícoles que ocupaven un total de 1.512 hectàrees.

## Equipaments sanitaris i escolars
El 2009 hi havia una escola elemental.

## Poblacions més properes
El següent diagrama mostra les poblacions més properes.